# Řehlovice
Řehlovice – gmina w Czechach, w powiecie Uście nad Łabą, w kraju usteckim. Według danych z dnia 1 stycznia 2013 liczyła 1 355 mieszkańców.
W miejscowości jest stacja kolejowa Řehlovice.